# 1500 meter (schaatsen)
De 1500 meter is een officiële schaatsafstand bij het langebaanschaatsen, en naast de 3000 meter een van de middellangeafstanden. Vanwege de combinatie van snelheid en inhoud is het een afstand waar sprinters en stayers elkaar ontmoeten. Vaak wordt de 1500 meter gezien als de koningsafstand van het schaatsen.

## Huidige wereldrecords
|         | Schaats(t)er | Land  | Tijd    | Opening | 1e ronde | 2e ronde | 3e ronde | Datum         | Baan           |
| ------- | ------------ | ----- | ------- | ------- | -------- | -------- | -------- | ------------- | -------------- |
| Mannen  | Kjeld Nuis   | NED   | 1.40,17 | 22,91   | 24,27    | 25,20    | 27,79    | 10 maart 2019 | Salt Lake City |
| Vrouwen | Miho Takagi  | Japan | 1.49,83 | 24,74   | 26,95    | 27,97    | 30,17    | 10 maart 2019 | Salt Lake City |

De gemiddelde snelheid tijdens de rit die leidde tot het mannenwereldrecord op de 1500 meter (thans 1.40,17 ⇒ 53,91 km/h) is hoger dan die bij het mannenwereldrecord op de 500 meter (thans 33,61 ⇒ 53,56 km/h), en lager dan de gemiddelde snelheid tijdens de rit die leidde tot het mannenwereldrecord op de 1000 meter (thans 1.05,69 ⇒ 54,80 km/h).

## De snelste tien ritten op de 1500 meter
| Mannen | Mannen             | Mannen           | Mannen  | Mannen           | Mannen         |
| Nr.    | Schaatser          | Land             | Tijd    | Datum            | Baan           |
| ------ | ------------------ | ---------------- | ------- | ---------------- | -------------- |
| 1.     | Kjeld Nuis         | Nederland        | 1.40,17 | 10 maart 2019    | Salt Lake City |
| 2.     | Thomas Krol        | Nederland        | 1.40,54 | 10 maart 2019    | Salt Lake City |
| 3.     | Jordan Stolz       | Verenigde Staten | 1.40,87 | 27 januari 2024  | Salt Lake City |
| 4.     | Denis Joeskov      | Rusland          | 1.41,02 | 9 december 2017  | Salt Lake City |
| 5.     | Shani Davis        | Verenigde Staten | 1.41,04 | 11 december 2009 | Salt Lake City |
| 6.     | Joey Mantia        | Verenigde Staten | 1.41,15 | 4 december 2021  | Salt Lake City |
| 7.     | Denis Joeskov (#2) | Rusland          | 1.41,33 | 3 december 2017  | Calgary        |
| 8.     | Ning Zhongyan      | China            | 1.41,38 | 4 december 2021  | Salt Lake City |
| 9.     | Denis Joeskov (#3) | Rusland          | 1.41,49 | 10 maart 2019    | Salt Lake City |
| 10.    | Koen Verweij       | Nederland        | 1.41,63 | 9 december 2017  | Salt Lake City |

| Vrouwen | Vrouwen             | Vrouwen          | Vrouwen | Vrouwen          | Vrouwen        |
| Nr.     | Schaatsster         | Land             | Tijd    | Datum            | Baan           |
| ------- | ------------------- | ---------------- | ------- | ---------------- | -------------- |
| 1.      | Miho Takagi         | Japan            | 1.49,83 | 10 maart 2019    | Salt Lake City |
| 2.      | Miho Takagi (#2)    | Japan            | 1.49,99 | 5 december 2021  | Salt Lake City |
| 3.      | Brittany Bowe       | Verenigde Staten | 1.50,32 | 10 maart 2019    | Salt Lake City |
| 4.      | Miho Takagi (#3)    | Japan            | 1.50,33 | 8 februari 2020  | Calgary        |
| 5.      | Jekaterina Sjichova | Rusland          | 1.50,63 | 10 maart 2019    | Salt Lake City |
| 6.      | Ireen Wüst          | Nederland        | 1.50,70 | 10 maart 2019    | Salt Lake City |
| 7.      | Heather Bergsma     | Verenigde Staten | 1.50,85 | 21 november 2015 | Salt Lake City |
| 8.      | Ireen Wüst (#2)     | Nederland        | 1.50,92 | 16 februari 2020 | Salt Lake City |
| 9.      | Jevgenia Lalenkova  | Rusland          | 1.51,13 | 16 februari 2020 | Salt Lake City |
| 10.     | Brittany Bowe (#2)  | Verenigde Staten | 1.51,31 | 21 november 2015 | Salt Lake City |

|  | = gestopt als schaats(st)er |